# Mormolyca acutifolia
Mormolyca acutifolia är en orkidéart som först beskrevs av John Lindley, och fick sitt nu gällande namn av Mario Alberto Blanco. Mormolyca acutifolia ingår i släktet Mormolyca och familjen orkidéer. Inga underarter finns listade i Catalogue of Life.